# بليك ريتشاردسون
بليك ريتشاردسون (بالإنجليزية: Blake Richardson)‏ هو طبال أمريكي، ولد في 1984.

## وصلات خارجية
- بليك ريتشاردسون على موقع ميوزك برينز (الإنجليزية)